# Johann Friedrich Carl von Schiller
Johann Friedrich Carl von Schiller (* 5. April 1773 in Frankfurt am Main; † 17. Juli 1837 ebenda) war ein deutscher Offizier und Politiker.

## Leben
Schiller war mit Catharina Susanna Seutter von Loetzen verheiratet und hatte zwei Töchter. Am 4. Juli 1819 wurde er in den Österreichischen Adelsstand als „von Schiller“ erhoben.
Er schlug die Militärlaufbahn ein. Im Range eines Obristen kommandierte er das Kontingent der Freien Stadt Frankfurt im Heer des Deutschen Bundes. Das Linienbataillon stellte die Wache seines Hauptquartiers in Frankfurt. Von 1817 bis 1822 war er Mitglied der Gesetzgebenden Versammlung der Freien Stadt Frankfurt.